# 長棘鱗魚
長棘鱗魚（学名：Sargocentron microstoma）為輻鰭魚綱金眼鯛目金鱗魚亞目金鱗魚科的其中一種，分布於印度太平洋區，從英屬印度洋領地至法屬波里尼西亞，北從日本南部，南至澳洲海域，棲息深度1-183公尺，體長可達20公分，棲息在珊瑚礁區，夜行性，以甲殼類、蠕蟲等為食，脊柱前鰓蓋骨有毒，可作為觀賞魚。
其种加词“microstoma”意为“小口的”。